# Labège
Labège – miejscowość i gmina we Francji, w regionie Oksytania, w departamencie Górna Garonna.
Według danych na rok 1990 gminę zamieszkiwało 2 148 osób, a gęstość zaludnienia wynosiła 281 osób/km² (wśród 3020 gmin regionu Midi-Pyrénées Labège plasuje się na 166. miejscu pod względem liczby ludności, natomiast pod względem powierzchni na miejscu 1276.).

## Zabytki

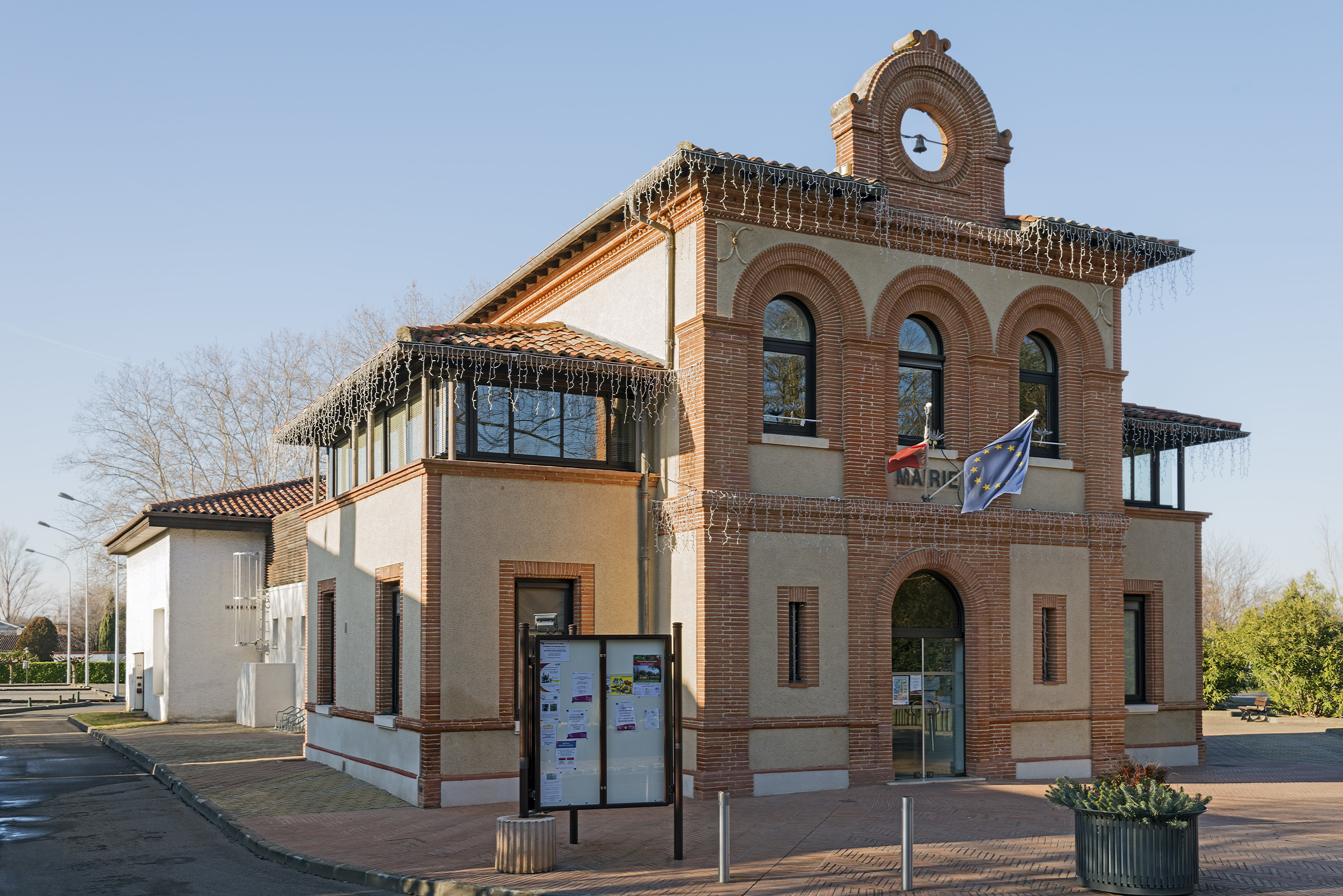
Ratusz
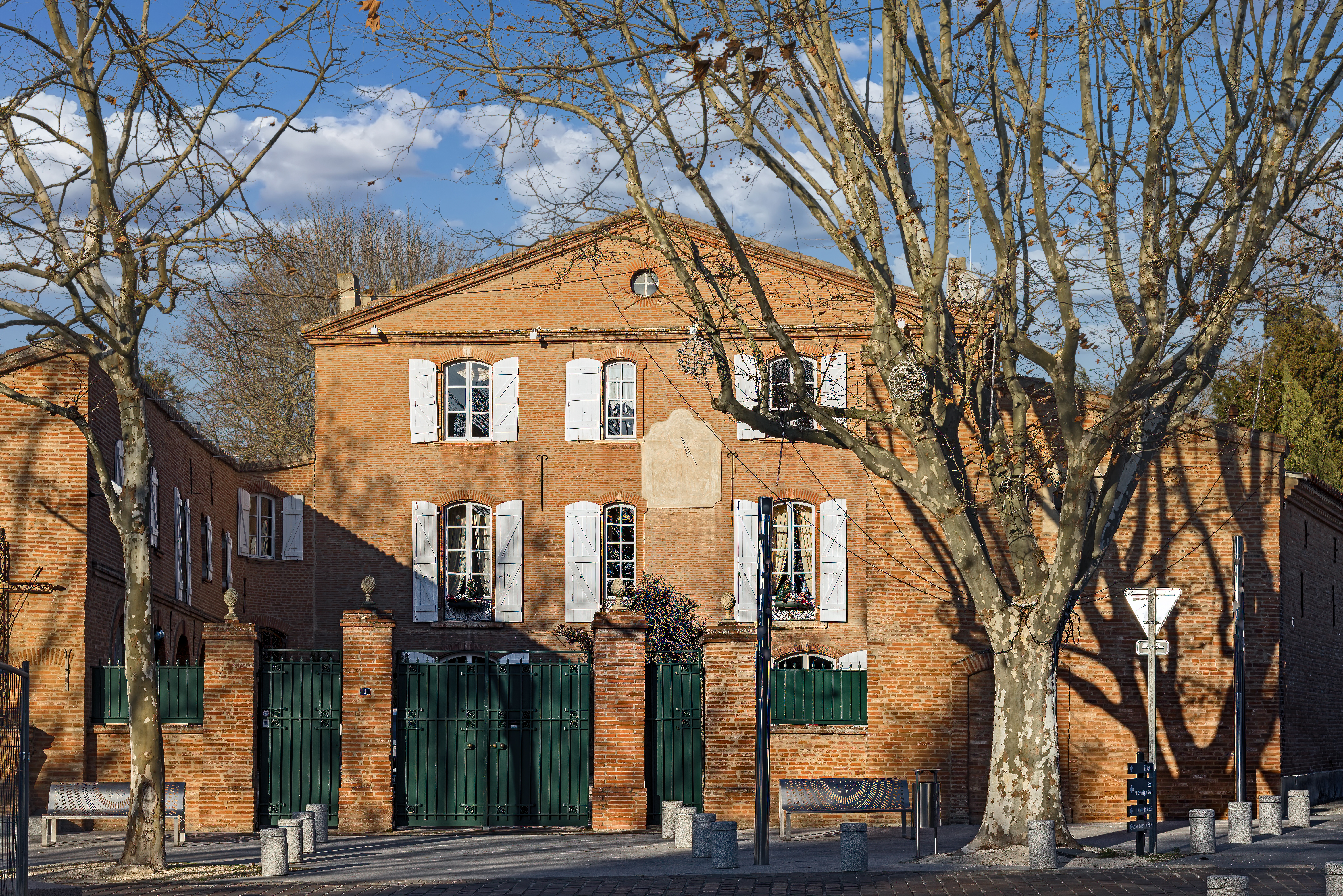
Dwór.
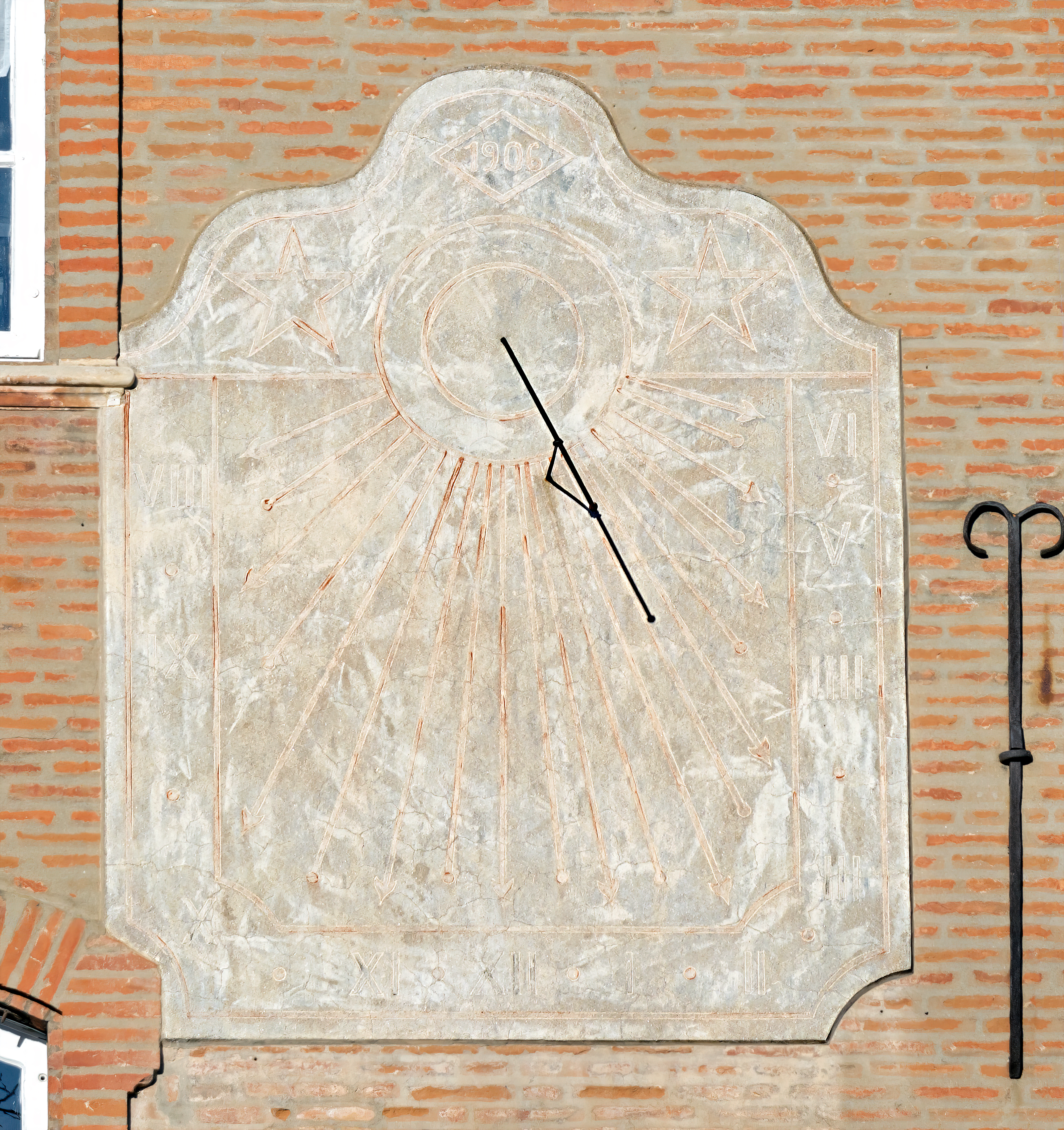
Zegar słoneczny z 1906 roku
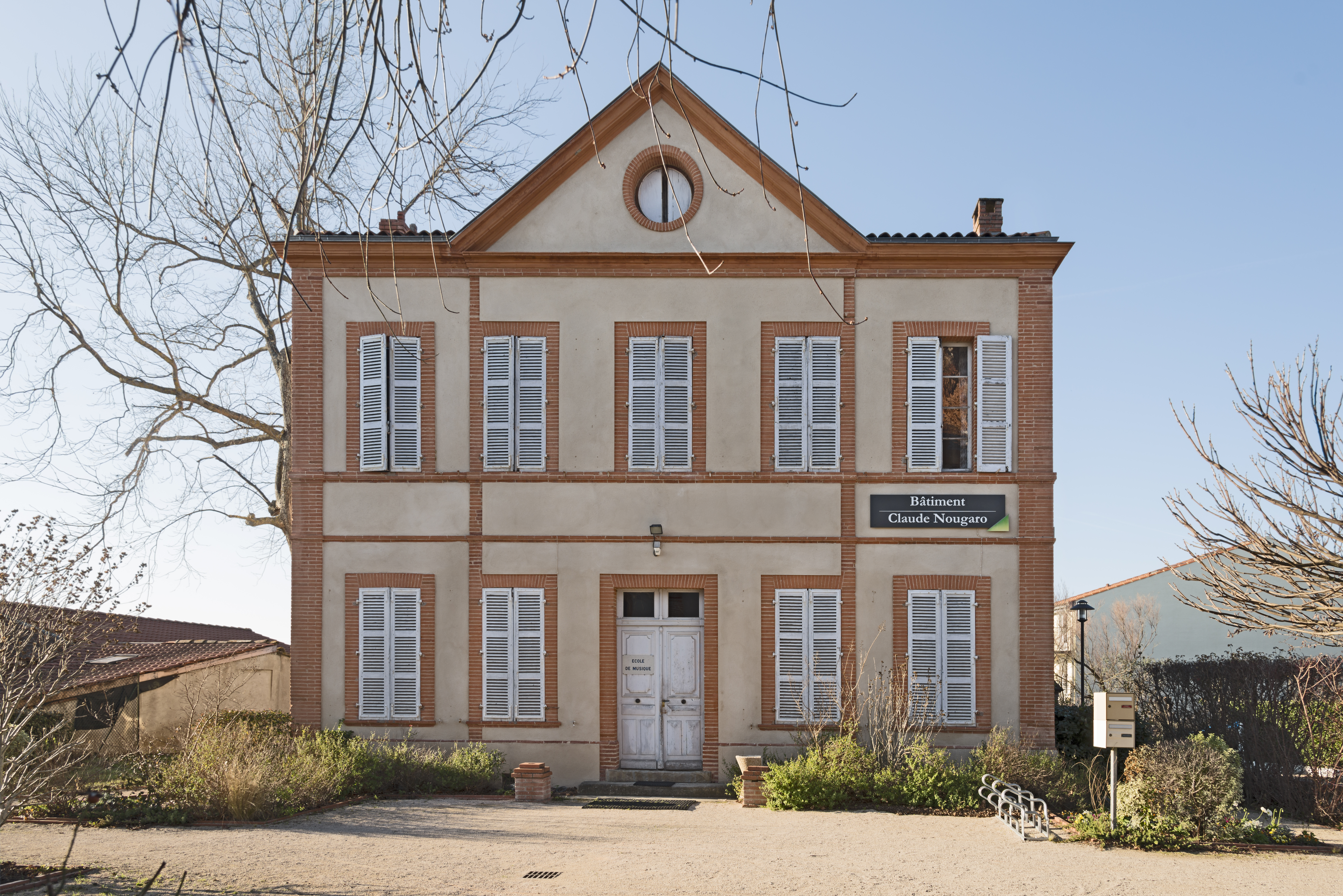
Szkoła muzyczna Claude Nougaro
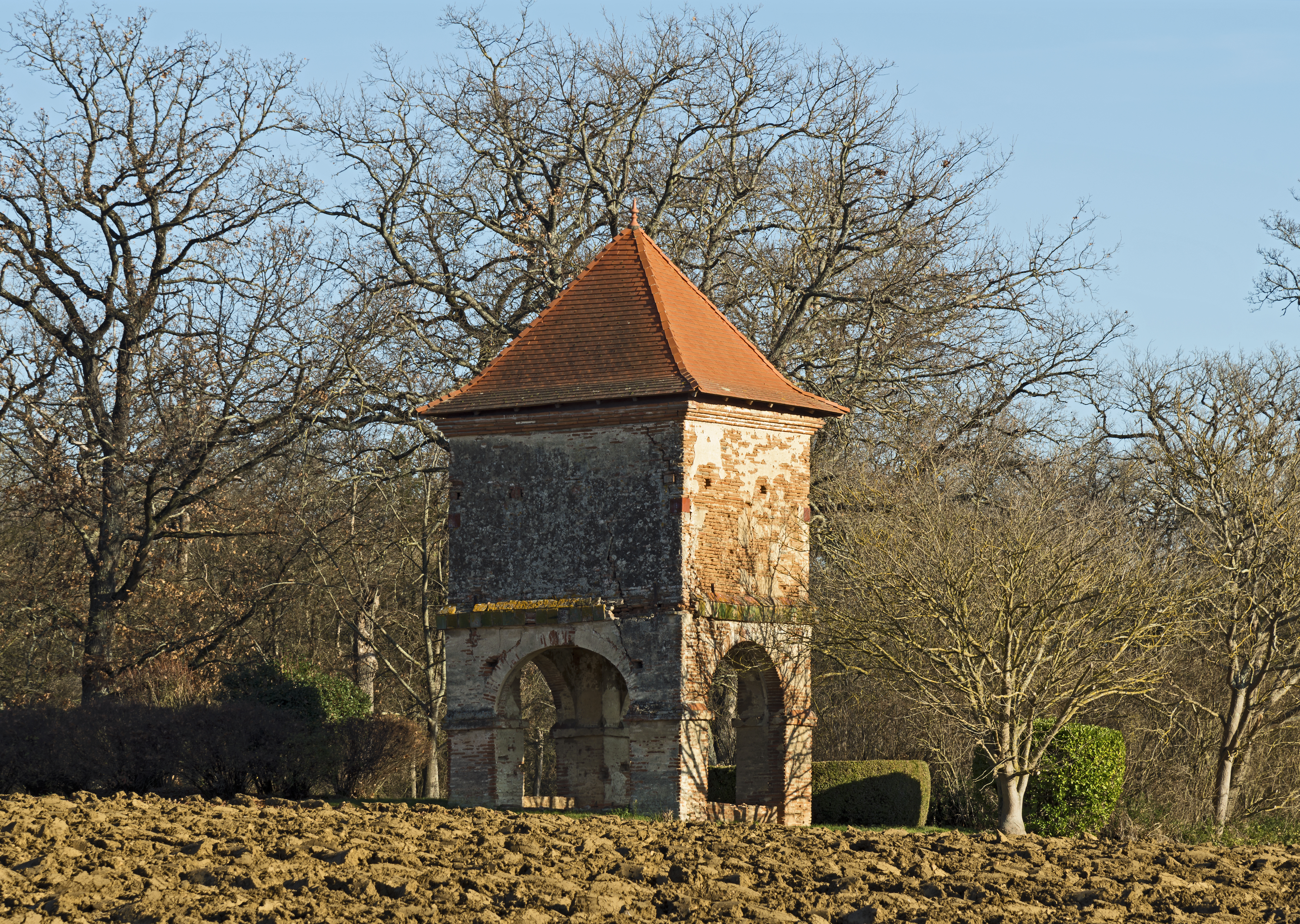
Gołębnik z Bouysset.
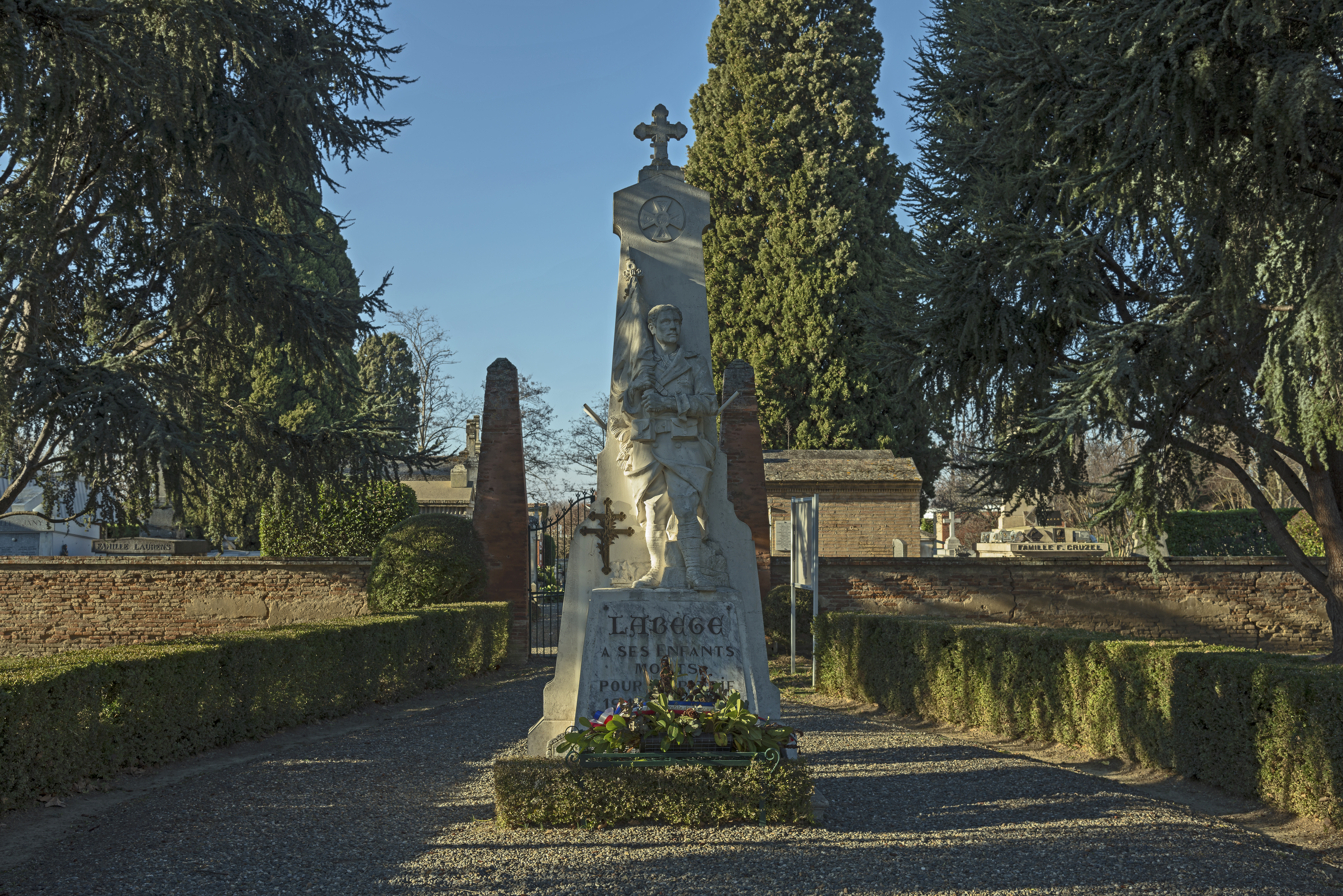
Pomnik wojny.